# Lesotho na Letnich Igrzyskach Olimpijskich 1996
Lesotho na Letnich Igrzyskach Olimpijskich 1996 reprezentowało 9 zawodników: 5 mężczyzn i 4 kobiety. Był to 6 start reprezentacji Lesotho na letnich igrzyskach olimpijskich.

## Skład kadry

### Lekkoatletyka
Mężczyźni
| Zawodnik                                                         | Konkurencja      | Eliminacje | Eliminacje | Ćwierćfinały | Ćwierćfinały | Półfinały | Półfinały | Finał   | Finał   |
| Zawodnik                                                         | Konkurencja      | Czas       | Pozycja    | Czas         | Pozycja      | Czas      | Pozycja   | Czas    | Pozycja |
| ---------------------------------------------------------------- | ---------------- | ---------- | ---------- | ------------ | ------------ | --------- | --------- | ------- | ------- |
| Mpho Morobe                                                      | Bieg na 400 m    | 47,54      | 7.         | NQ           | NQ           | NQ        | NQ        | NQ      | NQ      |
| Thabisio Ralekhetla                                              | Bieg maratoński  | —          | —          | —            | —            | —         | —         | 2.18:26 | 29.     |
| Mpho Morobe, Isaac Seatile, Motlatsi Maseela, Makoekoe Mahanetsa | Sztafeta 4x400 m | 3:15,67    | 7.         | —            | —            | NQ        | NQ        | NQ      | NQ      |

Kobiety
| Zawodniczka                                                           | Konkurencja      | Eliminacje | Eliminacje | Ćwierćfinał | Ćwierćfinał | Półfinały | Półfinały | Finał | Finał   |
| Zawodniczka                                                           | Konkurencja      | Czas       | Pozycja    | Czas        | Pozycja     | Czas      | Pozycja   | Czas  | Pozycja |
| --------------------------------------------------------------------- | ---------------- | ---------- | ---------- | ----------- | ----------- | --------- | --------- | ----- | ------- |
| Lineo Shoai                                                           | Bieg na 200 m    | 26,25      | 8.         | NQ          | NQ          | NQ        | NQ        | NQ    | NQ      |
| Lineo Shoai, Sebongile Sello, M’apotlaki Ts’elho, Nteboheleng Koaeana | Sztafeta 4x100 m | DQ         | DQ         | —           | —           | —         | —         | NQ    | NQ      |